# My Funny Valentine
«My Funny Valentine» — песня Ричарда Роджерса (музыка) и Лоренца Харта (слова) из их мюзикла 1937 года Babes in Arms.
В оригинальной постановке мюзикла на Бродвее песню исполняла Митци Грин (несколькими годами ранее, на рубеже 20-х и 30-х годов, известная как ребёнок-звезда из голливудских фильмов). На момент премьеры мюзикла ей было 16 с половиной лет.
С тех пор песня стала джазовым стандартом. Её записывали сотни исполнителей. (Хотя на самом деле песня стала по-настоящему популярной только через 15 лет после появления. Произошло это после того, как в 1953 году её записал Фрэнк Синатра.)
В настоящее время песня прежде всего ассоциируется с Днём святого Валентина, и в данном контексте поющий(-ая) обращается к «своей валентинке».
В оригинальном мюзикле же девочка-подросток поёт её мальчику-подростку, которого ради использования этой песни переименовали в Валентина (в Вала). (При этом песня без каких-либо изменений текста могла исполняться и мужчиной, становясь обращённой к девушке/женщине по имени Валентина.)

## Слова и музыка
Реймонд Кнапп в своей книге The American Musical and the Formation of National Identity пишет:

Что особо поражает в песне «My Funny Valentine» [и её истории], так это контраст между игриво оскорбительным текстом и завораживающей музыкой, а также то, что она стала частью американских традиций, связанных с Днём святого Валентина, — что достаточно естественно, учитывая её название, но находится в странном несоответствии с её положением в мюзикле, где её пела [девочка-]подросток [мальчику]-подростку, которого, чтобы эту песню вставить, пришлось переименовать в Валентина (в Вала). И то, и другое можно объяснить наличием в песне целого набора тщательно сбалансированных двусмысленностей — как в тексте, так и в музыке.
Оригинальный текст (англ.)Particularly striking about “My Funny Valentine” are the contrast between its playfully insulting lyric and haunting music, and its migration into American traditions associated with Valentine's Day—natural enough, given the name, but oddly disjunct from its setting in the show, where it was sung by one teenager to another, who had to be renamed Valentine (Val) to make a place for the song. Both of these aspects may be traced to a set of carefully balanced ambiguities in the song, embodied both verbally and musically.

## Премии и признание
В 2015 году концертная запись этой песни в исполнении джазового саксофониста Джерри Маллигана была включена в Национальный реестр аудиозаписей Конгресса США (куда каждый год избираются 25 аудиозаписей, «имеющими культурное, эстетическое или историческое значение для американского общества и звукового наследия нации»).